# Teatreneu
El Teatreneu es un teatro de Barcelona, situado en calle Teruel número 26-28, en el barrio de Gràcia y que está en activo desde el 1988. Actualmente su línea editorial comprende espectáculos humorísticos de pequeño formato.

## Orígenes
La compañía Teatreneu arrendó el 1985 el edificio de la Cooperativa de Consumo de los Tejedores a Mano de Gràcia, que se subastaba. La antigua sala de actos de la cooperativa, que había servido como teatro y sala de baile, se reformó y se condicionó como un teatro para 340 espectadores. La sala, con una platea inclinada, recibió el nombre de Sala Xavier Fàbregas. Junto a la platea se abrió una sala más pequeña, la Sala Café-teatro, con 100 plazas, donde se realizan espectáculos y exposiciones. También se habilitó un espacio para un bar y restaurante con entrada independiente, para estar abierto aunque no haya funciones y dónde también se hacen exposiciones de artistas jóvenes.
La reforma de la sala fue proyectada por el arquitecto Josep Gràcia, y para la del edificio contó además con Joan Artès y Jesús Esquina.
El teatro, con el nombre de Teixidors-Teatreneu (Tejedores-Teatreneu) se inauguró el 23 de febrero de 1988 con la obra Media noche a Starlit de Michael Hastings. Ha cultivado el teatro contemporáneo de autores catalanes y extranjeros, especializándose en los últimos años en programar formatos con especial interacción con el público, ya sean monólogos o espectáculos de improvisación.

## Galería

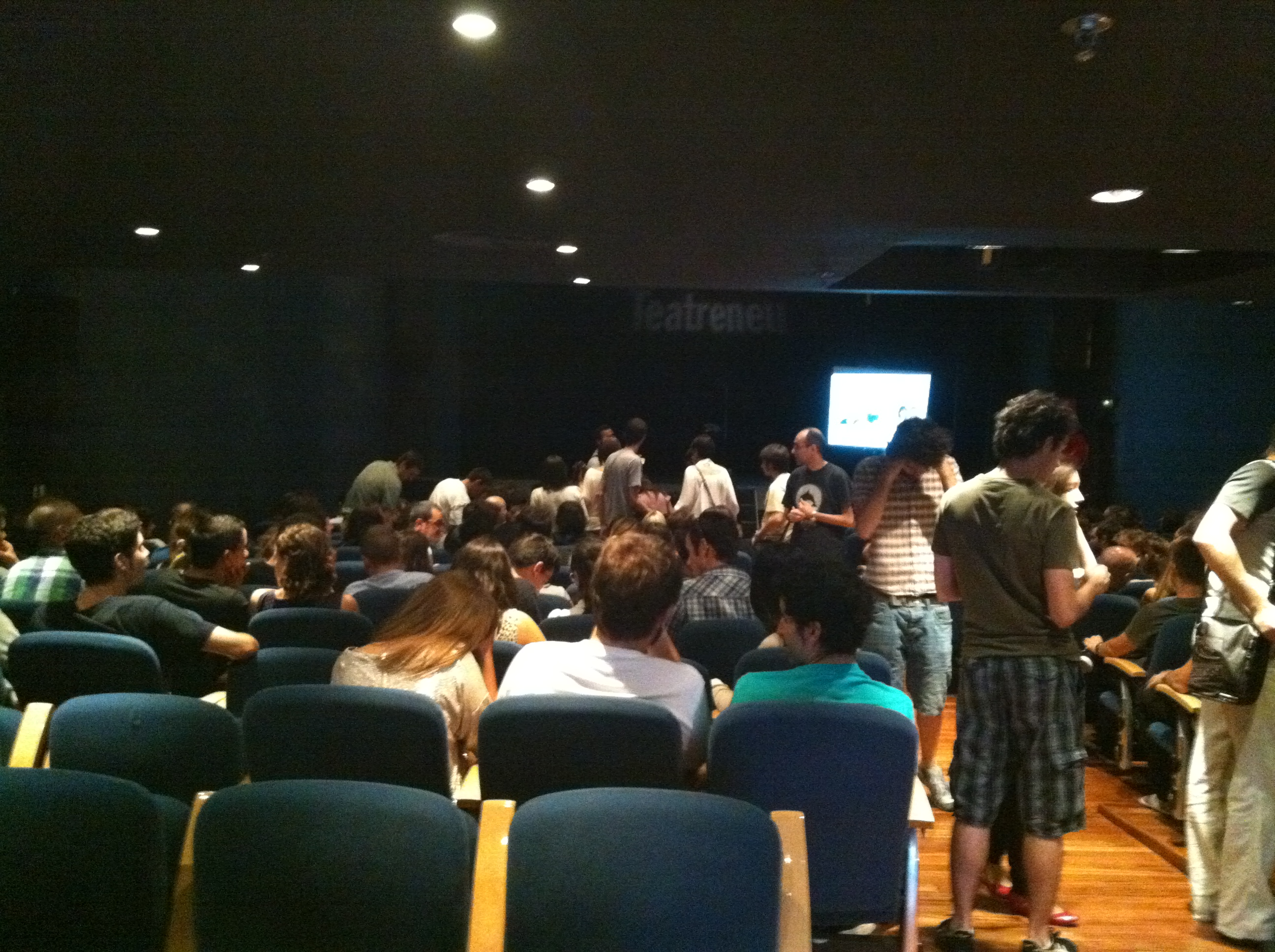
Sala principal
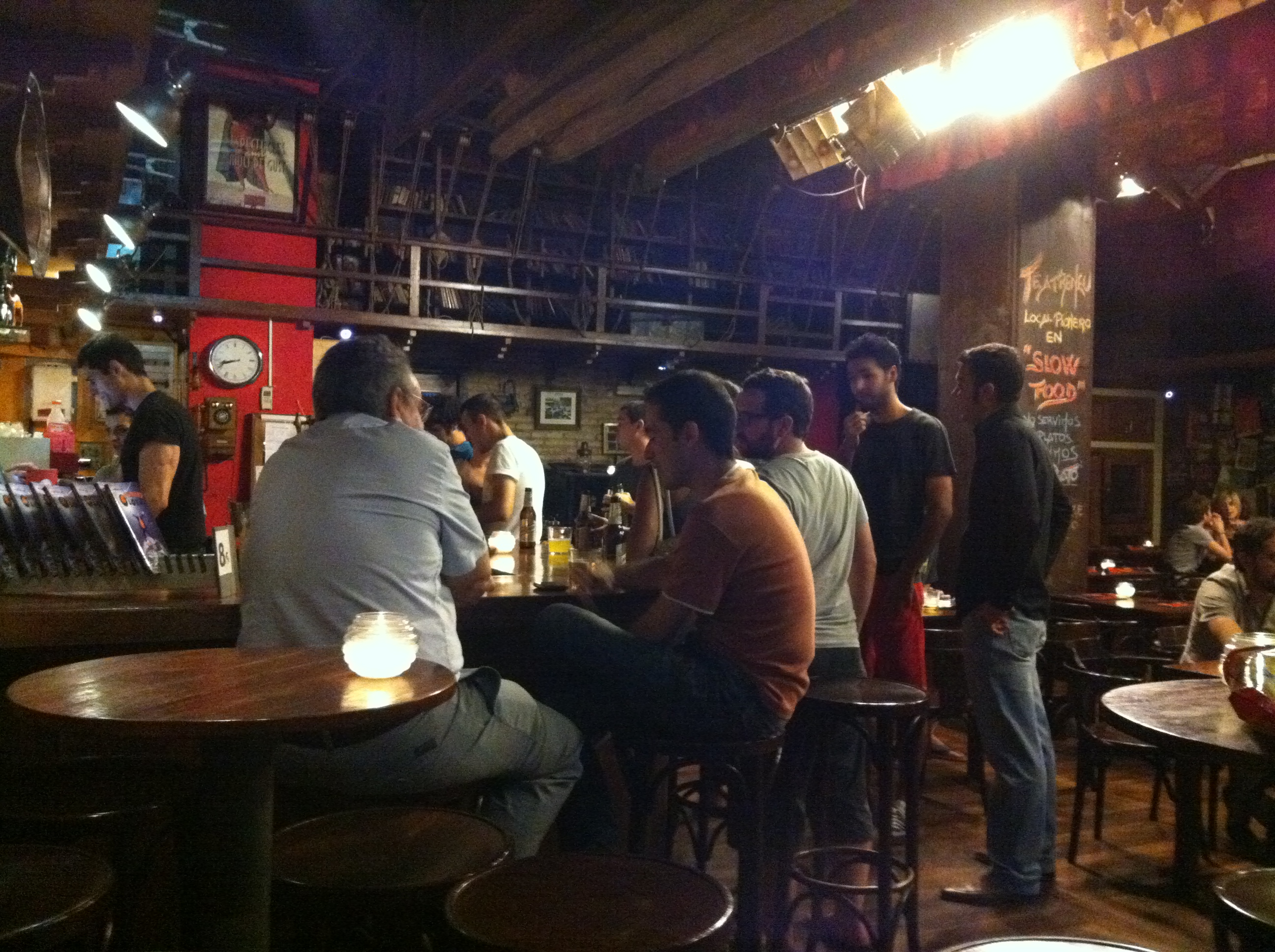
Bar del teatro
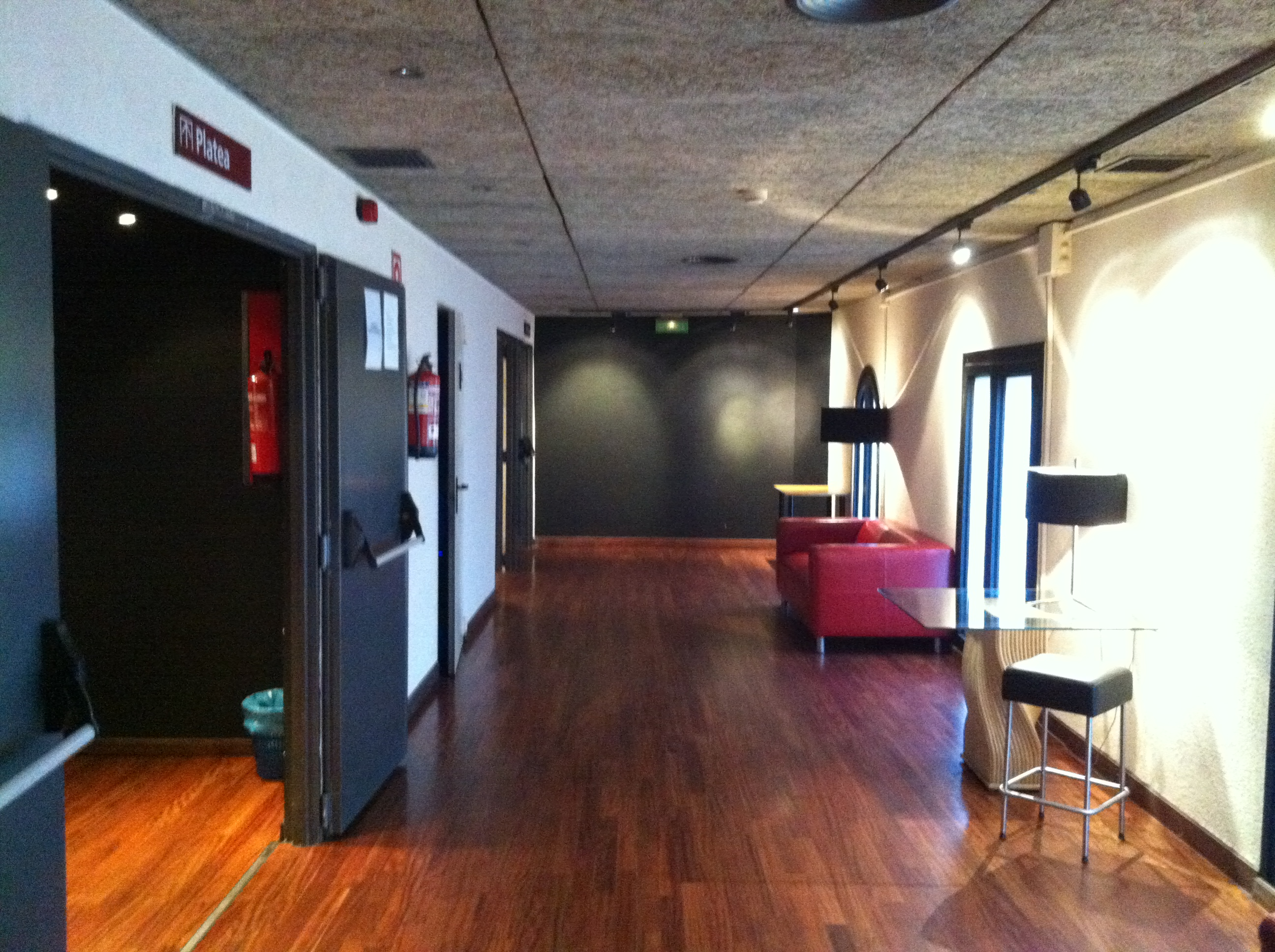
Entrada a la sala principal